# Henk de Looper
Hendrik Christiaan de Looper, més conegut com a Henk de Looper   (Hilversum, 26 de desembre de 1912 - Hilversum, 3 de gener de 2006) va ser un jugador d'hoquei sobre herba neerlandès que va competir durant la dècada de 1930. Era germà del també jugador d'hoquei sobre herba Jan de Looper.
El 1936 va prendre part en els Jocs Olímpics de Berlín, on va guanyar la medalla de bronze com a membre de l'equip neerlandès en la competició d'hoquei sobre herba.